# Palthis pulverosa
Palthis pulverosa är en fjärilsart som beskrevs av George Francis Hampson. Palthis pulverosa ingår i släktet Palthis och familjen nattflyn. Inga underarter finns listade i Catalogue of Life.